# Скочивир
Скочивир (на македонска литературна норма: Скочивир) е село в южната част на Северна Македония, община Новаци.

## География
Селото е разположено в западната част на областта Мариово, източно от град Битоля. Скочивир е на брега на Черна река и от него започва най-големият пролом в Северна Македония - Скочивирският пролом. Край селото е и Скочивирският манастир „Свети Архангел Михаил“.

## История
В 1621 година в Скочивир са записани 8 ханета (домакинства), които дължат военния данък нузул за похода на Османската империя срещу Полша.
В XIX век Скочивир е изцяло българско село в Битолска кааза. Църквата „Света Петка“ е от 1826 година. Според статистиката на Васил Кънчов („Македония. Етнография и статистика“) от 1900 година Скочи Виръ има 425 жители, всички българи християни.
На Етнографската карта на Битолския вилает на Картографския институт в София от 1901 година Скочивир е чисто българско село в Битолската каза на Битолския санджак с 56 къщи.
В началото на XX век християнското население на селото е под върховенството на Българската екзархия. По данни на секретаря на екзархията Димитър Мишев („La Macédoine et sa Population Chrétienne“) през 1905 година в Скочивир има 400 българи екзархисти. През 1905 година селото на два пъти е нападано от гръцки чети, като при второто нападение са отвлечени и убити петима местни жители.
При избухването на Балканската война в 1912 година двама души от селото са доброволци в Македоно-одринското опълчение.
По време на българското управление на Вардарска Македония през Първата световна война Скочивир е част от Бродска община в Битолска селска околия и има 363 жители. През войната в селото е открито Българско военно гробище, а след нейния край и Сръбско военно гробище.
Според преброяването от 2002 година селото има 30 жители, всички северномакедонци.
| Националност     | Всичко |
| северномакедонци | 30     |
| албанци          | 0      |
| турци            | 0      |
| роми             | 0      |
| власи            | 0      |
| сърби            | 0      |
| бошняци          | 0      |
| други            | 0      |

## Личности
Родени в Скочивир
- Велко Велков - Скочивирчето (1877 - 1906), български революционер от ВМОРО
- Петко Стоянов Николов, български революционер от ВМОРО, войвода на Скочивирската селска чета от януари 1903 година[10]

Починали в Скочивир
- Борис Дамянов Велчев, български военен деец, поручик, загинал през Първата световна война[11]
- Борис Желчев Димитров, български военен деец, поручик, загинал през Първата световна война[11]
- Георги (Ганю) Дончев Гайдуков (Гайдурков), български военен деец, подпоручик, загинал през Първата световна война[12]
- Коста Манев (Минков), български военен деец, капитан, загинал през Първата световна война[13]
- Кольо Добровенски (? – 1904), български революционер
- Петър Събев Цонев, български военен деец, поручик, загинал през Първата световна война[14]
- Светослав Петков Чешмеджиев, български военен деец, подпоручик, загинал през Първата световна война[15]
- Слави Добрев Димчев, български военен деец, поручик, загинал през Първата световна война[16]
- Филип Колокотронов (1881 – 1916), български революционер
- Христо Иванов Михалев (Фъсев), български военен деец, капитан, загинал през Първата световна война[17]